# Shirley Jacksonová
Shirley Hardie Jacksonová (14. prosince 1916, San Francisco – 8. srpna 1965, North Bennington) byla americká spisovatelka, která se proslavila svými horory. Její Dům na kopci (The Haunting of Hill House, 1959) patří k nejslavnějším duchařským románům v historii. Proslavila ji však ponejprv povídka Loterie, která vyšla v roce 1948 v časopise The New Yorker. Napsala šest románů a více než 200 povídek. Vystudovala žurnalistiku na Syracuské univerzitě, absolvovala roku 1940. Její manžel Stanley Edgar Hyman byl známým literárním kritikem. Zemřela ve 48 letech na zástavu srdce, která možná souvisela se zneužíváním léků. V roce 2007 byly se svolením Jacksonovy rodiny založeny ceny Shirley Jackson Awards. Jsou udělovány za nejlepší thrillery, horory a dark fantasy. Ceny jsou každoročně předávány na Readerconu v Bostonu.

### Česky vyšlo:
- Dům na kopci, Argo 2015 (překlad Anna Urbanová)
- Loterie a jiné povídky, Argo 2022 (překlad Miloš Urban)
- Sluneční hodiny, Argo 2023 (překlad Dominika Křesťanová)